# Kasteel Nieuwgoed

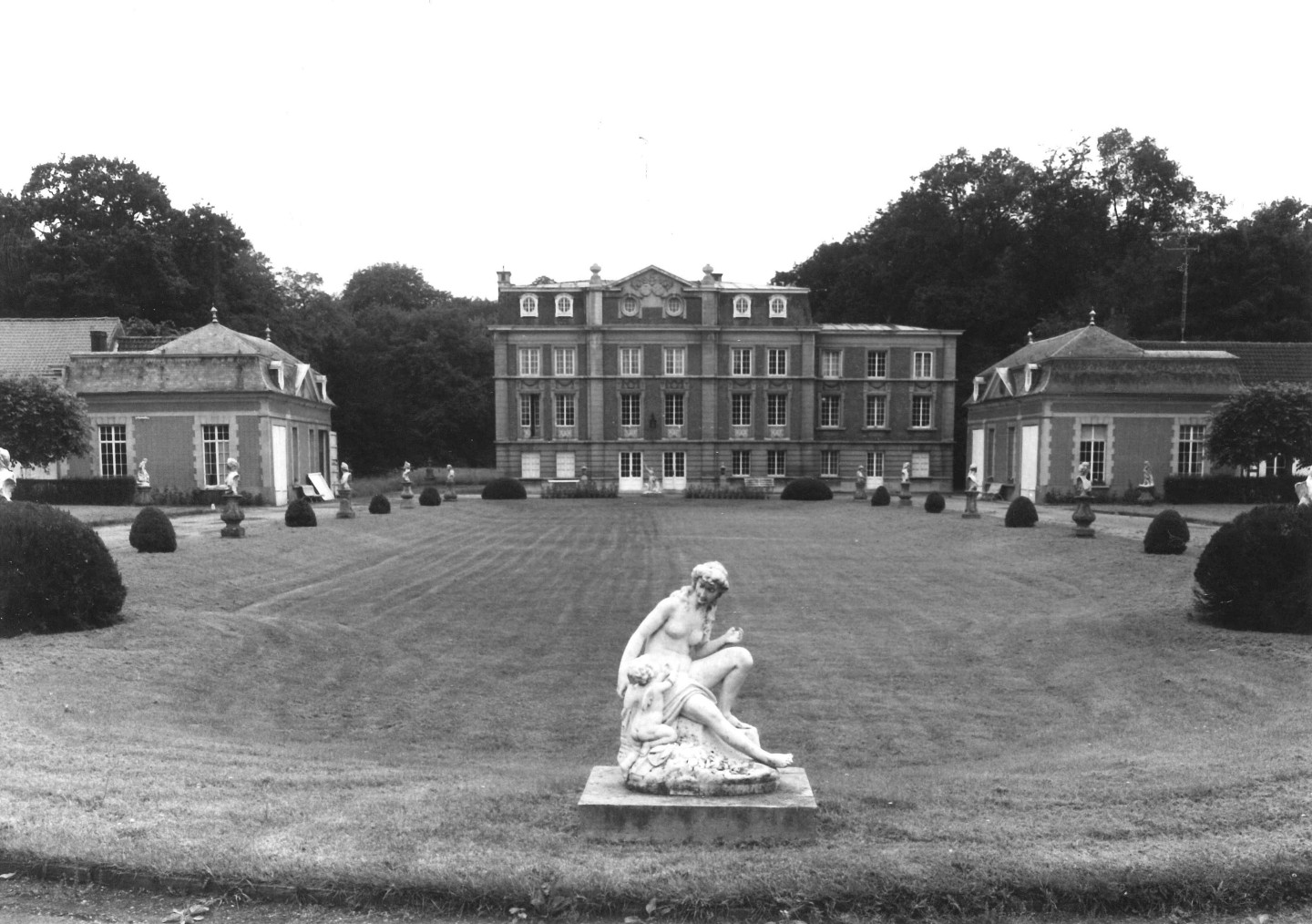
Het kasteel in 1979

Kasteel Nieuwgoed (ook: Kasteel Nieuwenhove) is een kasteel in de tot de gemeente Gent behorende plaats Zwijnaarde, gelegen aan Grotesteenweg-Zuid 2-8.

## Geschiedenis
Van de oude geschiedenis van het kasteel is niet veel bekend. In 1715 was het eigendom van de familie Soenens. Het brandde af in 1915 en in 1928 werd in opdracht van ridder E. Soenens een nieuw kasteel gebouwd naar ontwerp van Valentin Vaerwyck. Later kwam het in bezit van de familie Goethals.

## Gebouw
Het kasteel is gebouwd naar voorbeeld van het verloren gegane kasteel. Het heeft een voorgevel in neo-Lodewijk XVI-stijl. De ingangspartij heeft een pseudofronton dat voorzien is van de wapenschilden van de families Soenens en de Coninck. Rechts van de symmetrische voorgevel is nog een aanbouw van drie traveeën te zien, wellicht op de plaats van de vroegere kapel.
Links en rechts van het kasteel zijn 18e-eeuwse dienstgebouwen op T-vormige plattegrond. De beelden in en om het park zijn afkomstig van het Kasteel Borgwal te Vurste.
Los hiervan zijn er nog diverse dienstgebouwen, een voormalige oranjerie van 1881, en een boerderijcomplex.
In het park vindt men nog enkele folly's zoals een grot, een torenruïne en een tuinpaviljoen, uit de 1e helft van de 19e eeuw.